# 創作漢字
創作漢字比賽（羅馬化：sōsaku kanji kontesuto）是日本產經新聞社與立命館大學白川靜記念東洋文字文化研究所聯合舉辦的造字比賽，2010年開始舉辦至今。顧名思義，即是為社會上出現的新概念，創造出新的文字用語。

## 另見
- 今年的漢字
- 新語、流行語大賞
- 創作四字熟語（日语：創作四字熟語）

## 外部連接
- 創作漢字コンテスト （页面存档备份，存于）（日語）